# Charles Jewtraw
Charles Jewtraw (nacido el 5 de mayo de 1900 en Clinton County y fallecido el 26 de enero de 1996 en Palm Beach, Florida) fue un patinador norteamericano conocido por ser el primer deportista en recibir una medalla de oro en unos Juegos Olímpicos de Invierno.

## Biografía
Charles Jewtraw creció en las cercanías de Lake Placid y se convirtió en el primer campeón olímpico en unos juegos olímpicos de invierno al vencer en la prueba de 500 m. En los mismos Juegos compitió en la prueba de 5.000 m donde ocupó la 13.ª posición.
Se retiró después de los Juegos Olímpicos para convertirse en representante de la empresa Spalding.
- Datos: Q447006
- Multimedia: Charles Henry Jewtraw / Q447006